# Мотков, Дмитрий Валерьевич
Дмитрий Валерьевич Мотков (род. 23 февраля 1971) — советский и российский хоккеист, защитник.

## Биография
Отец играл в хоккей за заводскую команду. Мотков с пяти лет занимался в школе грузинских танцев. Воспитанник ЦСКА, обучался вместе с Павлом Буре.
В первенстве СССР дебютировал в сезоне 1988/89, сыграв по четыре матча в первой лиге за калининский СКА МВО и во второй лиге за ШВСМ-МЦОП Москва. Со следующего сезона — в составе ЦСКА.
На драфте НХЛ 1991 года был выбран в 5 раунде под общим 98-м номером клубом «Детройт Ред Уингз», с которым подписал односторонний контракт. Три сезона (1992/93 — 1994/95) провёл в АХЛ в фарм-клубе «Детройта» «Адирондак Ред Уингз». Перед сезоном 1995/96 вернулся в ЦСКА. Сыграв несколько матчей, получил травму, но в клубе отказывались заниматься лечением. Мотков через суд добился выплаты денежной компенсации, но руководство ЦСКА обанкротило клуб и создало новый. Сезон 1997/98 начал в команде «Спартак-2» Москва. Команда заняла третье место в переходном турнире высшей лиги, но была распущена, а Мохнов перешёл в «Спартак». Сезон 1999/2000 отыграл в ЦСКА и завершил карьеру — устал от бесправия, не хотел быть рабом и расстался с хоккеем: не хотел больше погружаться в эту клоаку.
Чемпион Европы среди юниорских команд 1989. Серебряный призёр чемпионата мира среди молодёжных команд 1991. Обладатель Кубка Шпенглера 1991.
С детства увлекался мотоциклами и вместе со знакомым зарегистрировал фирму по производству эксклюзивных мотоциклов, которая стала такой первой частной компанией в России.
На чемпионате мира по строительству мотоциклов (World Championship of Custom Bike Building) в 2009 году фирма Моткова заняла 18 место, в следующий раз — восьмое.
Главный механик Fine Custom Mechanics.